# Mimosa hirsutissima
Mimosa hirsutissima là một loài thực vật có hoa trong họ Đậu. Loài này được Mart. miêu tả khoa học đầu tiên.